# 锡兹利
锡兹利（法語：Cizely，法語發音：[sizli]）是法国涅夫勒省的一个市镇，位于该省中南部，属于讷韦尔区。

## 地理
锡兹利（46°59'19"N, 3°29'3"E）面积7.1 平方千米，位于法国勃艮第-弗朗什-孔泰大區涅夫勒省，该省份为法国中部省份，北至约讷省，西北接卢瓦雷省，西接谢尔省，南至阿列省，东南接索恩-卢瓦尔省，东临科多尔省。
与锡兹利接壤的市镇（或旧市镇、城区）包括：比伊-舍瓦讷、昂勒济、弗拉奈-勒尼、圣伯南达济。

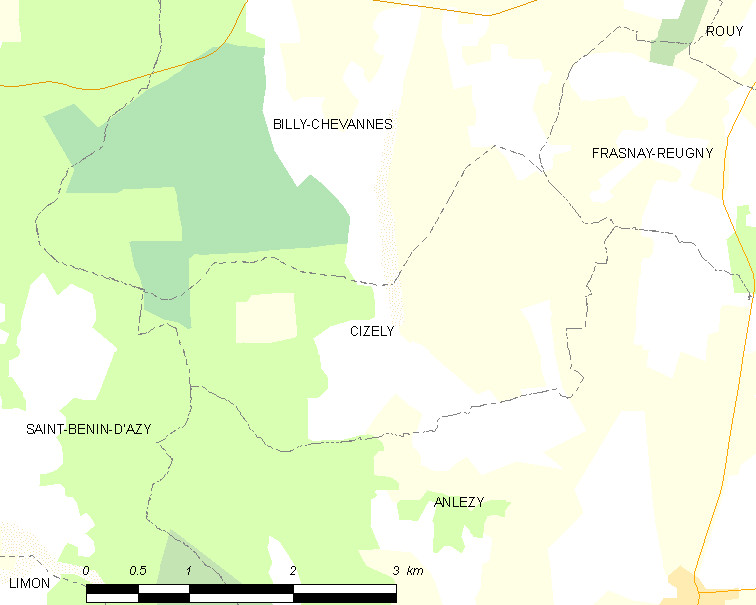
锡兹利的OSM定位图

锡兹利的时区为UTC+01:00、UTC+02:00（夏令时）。

## 行政
锡兹利的邮政编码为58270，INSEE市镇编码为58078。

## 政治
锡兹利所属的省级选区为盖里尼县。

## 人口

1962-2008年间锡兹利人口变化图示

锡兹利于2022年1月1日时的人口数量为52人。